# Nekrolog 2. Quartal 1951
Nekrolog
◄◄
| ◄
| 1947
| 1948
| 1949
| 1950
| 1951 | 1952 | 1953 | 1954 | 1955 | ► | ►►
1. Quartal |
2. Quartal |
3. Quartal |
4. Quartal 1951
Weitere Ereignisse | Allgemeiner Nekrolog 1951
Die Beschreibung der verstorbenen Person sollte so kurz wie möglich gehalten sein und nur deren signifikante Tätigkeit(en) enthalten.
Neue Namen ggf. auch unter dem Geburts- und Sterbedatum, also etwa unter 1. Januar und im Geburts- und Sterbejahr (2024) eintragen (nur bei entsprechender großer Wichtigkeit). Für Beispiele siehe die schon vorhandenen Artikel.
Außerdem über die fünf zuletzt Verstorbenen, zu denen es einen ausreichend guten Artikel für eine Präsentation auf der Hauptseite gibt, nach der todesbedingten Überarbeitung der Artikel ggf. auch unter Wikipedia Diskussion:Hauptseite informieren und sie am besten auch in den anderen Wikipedia-Sprachversionen eintragen. Tipp: Regelmäßig bei news.google.de nach „ist tot“, „gestorben“ oder „verstorben“ suchen.
Wenn eine Person gestorben ist, gibt es viele Seiten zu dieser Person in der Wikipedia, die davon auch betroffen sind und entsprechend aktualisiert werden müssen. Beispiele: Namenübersichtsseite, Geburtsjahr, Geburtsort-Seiten und viele mehr.
Wie finde ich die betroffenen Seiten?
Im Suchfeld auf der linken Seite gibt man den Suchbegriff so ein: „Vorname Nachname“. Dann klickt man auf Volltext und alle Seiten mit entsprechendem Suchtext werden aufgerufen. Hier sieht man dann schnell, wo auch das Todesjahr Sinn macht oder sogar ein Teil des Artikels angepasst werden muss. Auch hilft das „Werkzeug“ auf der linken Seite sehr gut, um solche Seiten aufzufinden: „Links auf diese Seite“. Somit ist die Wikipedia wieder aktuell in allen Bereichen! Hinweis: bei Eintragung der Kategorie „Gestorben JAHR“ wird der Missbrauchsfilter 49 ausgelöst, was jedoch nicht schlimm ist. Siehe: Spezial:Missbrauchsfilter/49
Dies ist eine Liste von im zweiten Quartal 1951 verstorbenen bekannten Persönlichkeiten. Die Einträge erfolgen innerhalb der einzelnen Daten alphabetisch sortiert. Tiere sind im Nekrolog für Tiere zu finden.

## April
| Tag       | Name                                     | Beruf, bekannt als                                                                        | Alter | Beleg |
| --------- | ---------------------------------------- | ----------------------------------------------------------------------------------------- | ----- | ----- |
| 1. April  | George Cornwallis-West                   | britischer Offizier und Schriftsteller                                                    | 76    |       |
| 1. April  | Johannes Kielstra                        | niederländischer Hochschullehrer, Gouverneur von Suriname und Diplomat                    | 72    |       |
| 1. April  | Heinrich Alfred Schmid                   | Schweizer Kunsthistoriker                                                                 | 87    |       |
| 2. April  | Simon Barere                             | russischer Pianist                                                                        | 54    |       |
| 2. April  | Carl Ederer                              | österreichischer Maler, Grafiker und Mosaizist, ab 1910 in Deutschland wirkend            | 75    |       |
| 2. April  | Karl Eugen Müller                        | deutscher Journalist                                                                      | 73    |       |
| 2. April  | Anna Simons                              | deutsche Kalligraphin und Typographin                                                     | 79    |       |
| 2. April  | Luther Ely Smith                         | Gründer des Jefferson National Expansion Memorial                                         | 77    |       |
| 2. April  | Adolf Winkelmann                         | preußischer Landrat des Kreises Büren                                                     | 76    |       |
| 3. April  | Karl Berkemeyer                          | deutscher Politiker                                                                       | 82    |       |
| 3. April  | Ludwig Heilbrunn                         | Rechtsanwalt und Politiker                                                                | 80    |       |
| 3. April  | Bertha Quinn                             | englisch-britische Suffragette, Gewerkschafterin und Politikerin                          |       |       |
| 3. April  | Henrik Visnapuu                          | estnischer Lyriker                                                                        | 61    |       |
| 3. April  | Fritz Zerner                             | österreichischer Physiker                                                                 | 55    |       |
| 4. April  | Henry M. Hake                            | britischer Kunsthistoriker                                                                | 59    |       |
| 4. April  | Friedrich Happich                        | deutscher evangelischer Pfarrer                                                           | 67    |       |
| 4. April  | Marie Nielsen                            | dänische und internationale Politikerin und Frauenrechtlerin                              | 75    |       |
| 4. April  | Ernst Schröder                           | deutscher Journalist                                                                      | 61    |       |
| 4. April  | George Albert Smith                      | 8. Präsident der Kirche Jesu Christi der Heiligen der Letzten Tage                        | 81    |       |
| 4. April  | Carl Stockhinger                         | deutscher Politiker (SPD), MdBB                                                           | 56    |       |
| 5. April  | Elias Corneliussen                       | norwegischer Konteradmiral                                                                | 69    |       |
| 5. April  | Cuong De                                 | vietnamesischer kaiserlicher Prinz                                                        | 69    |       |
| 5. April  | Paul Joseph Marie Giacobbi               | französischer Politiker (PRRS)                                                            | 55    |       |
| 5. April  | Hans Leisegang                           | deutscher Philosoph, Physiker und Autor                                                   | 61    |       |
| 5. April  | John Hall Magowan                        | britischer Diplomat                                                                       | 57    |       |
| 5. April  | Edward Rigby                             | britischer Schauspieler                                                                   | 72    |       |
| 5. April  | Max Schwarze                             | deutscher Fußballspieler                                                                  | 65    |       |
| 6. April  | Robert Broom                             | südafrikanischer Arzt und Paläontologe                                                    | 84    |       |
| 6. April  | Robert Grey Bushong                      | US-amerikanischer Politiker                                                               | 67    |       |
| 6. April  | Halfdan Cleve                            | norwegischer Komponist                                                                    | 71    |       |
| 6. April  | Alfred Durra                             | deutscher Schauspieler und Theaterregisseur                                               | 66    |       |
| 6. April  | Walther Grützner                         | deutscher Verwaltungsjurist                                                               | 69    |       |
| 6. April  | Charles Sydney Smith                     | britischer Wasserballspieler                                                              | 72    |       |
| 6. April  | Bruno Wachsmann                          | deutscher Verwaltungsjurist und Landrat                                                   | 62    |       |
| 6. April  | Nikolai Wassiljewitsch Werschinin        | russischer Pharmakologe und Hochschullehrer                                               | 84    |       |
| 6. April  | Ernst Wildangel                          | deutscher Pädagoge und Widerstandskämpfer                                                 | 60    |       |
| 6. April  | Konrad Wutke                             | deutscher Archivar und Historiker                                                         | 89    |       |
| 7. April  | Alexander Cohn                           | deutscher Kammergerichtsrat und Überlebender des Holocaust                                | 74    |       |
| 7. April  | Anna Eichholz                            | Schweizer Theaterschauspielerin                                                           | 82    |       |
| 7. April  | Harold John Finlay                       | neuseeländischer Paläontologe und Malakologe                                              | 50    |       |
| 7. April  | Georg Kinsky                             | deutscher Musikwissenschaftler                                                            | 68    |       |
| 07. April | Daniel McDonald Lowey                    | britischer Tauzieher                                                                      | 72    |       |
| 7. April  | Maurice Picard                           | schweizerisch-französischer Uhrenunternehmer                                              | 80    |       |
| 7. April  | Sergej Vojcechovský                      | tschechoslowakischer Legionär und General                                                 | 67    |       |
| 7. April  | Karl Wagner                              | deutscher Landschaftsmaler                                                                | 74    |       |
| 8. April  | Willy Katzenstein                        | deutscher Rechtsanwalt und Politiker (DDP)                                                | 76    |       |
| 8. April  | Adolph Koldofsky                         | kanadischer Geiger                                                                        | 45    |       |
| 8. April  | Antonie Pachner                          | österreichische Oberschwester, die an Krankenmorden zur NS-Zeit beteiligt war             | 60    |       |
| 8. April  | Wilhelm Wostry                           | böhmischer Historiker, NSDAP-Mitglied                                                     | 73    |       |
| 9. April  | Vilhelm Bjerknes                         | norwegischer Physiker und Meteorologe                                                     | 89    |       |
| 9. April  | Sadegh Hedayat                           | iranischer Schriftsteller                                                                 | 48    |       |
| 9. April  | Philipp Manning                          | britisch-deutscher Schauspieler und Intendant                                             | 81    |       |
| 10. April | Nora Barnacle                            | Ehefrau des Schriftstellers James Joyce                                                   | 67    |       |
| 10. April | John F. Carew                            | US-amerikanischer Jurist und Politiker                                                    | 77    |       |
| 10. April | Paul Daubitz                             | deutscher Komponist, Organist und Musiklehrer                                             | 70    |       |
| 10. April | Charlotte Köhler                         | deutsche Politikerin, Opfer des Stalinismus                                               |       |       |
| 10. April | Emil Schering                            | deutscher Übersetzer und Herausgeber                                                      | 77    |       |
| 10. April | Paul Wolff                               | deutscher Fotograf                                                                        | 64    |       |
| 11. April | Panama Al Brown                          | panamaischer Boxer                                                                        | 48    |       |
| 11. April | Berthold Haendcke                        | deutscher Kunsthistoriker                                                                 | 88    |       |
| 11. April | Joe King                                 | US-amerikanischer Schauspieler                                                            | 68    |       |
| 11. April | Emil Matousek                            | deutscher Schauspieler                                                                    | 42    |       |
| 11. April | Woldemar Mobitz                          | deutscher Mediziner                                                                       | 61    |       |
| 11. April | Heinrich Ries                            | US-amerikanischer Geologe                                                                 | 80    |       |
| 12. April | Ernst Ehrlicher                          | Oberbürgermeister von Hildesheim                                                          | 78    |       |
| 12. April | Joseph H. Gaines                         | US-amerikanischer Politiker                                                               | 86    |       |
| 12. April | Reinhard Ludwig zu Solms-Hohensolms-Lich | deutscher Politiker                                                                       | 83    |       |
| 12. April | Henry De Vere Stacpoole                  | irischer Schriftsteller                                                                   | 88    |       |
| 13. April | Franz Barth                              | deutscher Politiker                                                                       | 64    |       |
| 13. April | Max Bondy                                | deutscher Reformpädagoge                                                                  | 58    |       |
| 13. April | Isabel C. Clarke                         | US-amerikanische Schriftstellerin                                                         |       |       |
| 13. April | August Deppe                             | deutscher Tischler und Politiker                                                          | 81    |       |
| 13. April | Willy Michel                             | deutscher Politiker                                                                       | 65    |       |
| 13. April | Michel Weiß                              | deutscher Maler und Zeichner                                                              | 83    |       |
| 14. April | Ernest Bevin                             | britischer Gewerkschaftsführer und Mitglied des House of Commons                          | 70    |       |
| 14. April | Eldor Borck                              | deutscher Offizier, Polizeibeamter und Politiker (DNVP), MdL                              | 62    |       |
| 14. April | Al Christie                              | kanadischer Regisseur und Drehbuchautor                                                   | 69    |       |
| 14. April | Alfred Ruete                             | deutscher Dermatologe und Hochschullehrer                                                 | 69    |       |
| 14. April | Germany Schulz                           | US-amerikanischer American-Football-Spieler und -Trainer                                  | 67    |       |
| 14. April | Auguste Supper                           | deutsche Schriftstellerin                                                                 | 84    |       |
| 14. April | Paul Adolf Wagner                        | deutscher Lehrer, Geologe und Geografiedidaktiker                                         | 83    |       |
| 15. April | Mme. Charles Cahier                      | amerikanisch-schwedische Opernsängerin                                                    | 81    |       |
| 15. April | Julius Jewelowski                        | liberaler Politiker in Danzig und NS-Opfer                                                | 76    |       |
| 15. April | Henri Kunkler                            | Schweizer Luftfahrtpionier                                                                | 64    |       |
| 15. April | Johann Weisser                           | deutscher Architekt, Unternehmer und Politiker                                            | 56    |       |
| 16. April | Aimé Cotton                              | französischer Physiker                                                                    | 81    |       |
| 16. April | Gábor Finály                             | ungarischer Klassischer Philologe und Archäologe                                          | 79    |       |
| 16. April | Margrethe Koch                           | dänische Krankenschwester, Pflegepionierin und Präsidentin dänischer Krankenpflegeverband | 81    |       |
| 16. April | Martin Loibl                             | deutscher Politiker                                                                       | 52    |       |
| 17. April | Karl Heilmann                            | deutscher Kommunalpolitiker                                                               |       |       |
| 17. April | Renato Magi                              | italienischer Motorradrennfahrer                                                          | 38    |       |
| 17. April | Ernst Moro                               | deutscher Professor für Kinderheilkunde                                                   | 76    |       |
| 17. April | Henri Pinson                             | französischer römisch-katholischer Geistlicher und Bischof                                | 65    |       |
| 17. April | Gabriel Preinreich                       | Wirtschaftswissenschaftler                                                                | 57    |       |
| 17. April | Robert Ritter                            | deutscher nationalsozialistischer Rassentheoretiker                                       | 49    |       |
| 17. April | Berthe Weill                             | französische Galeristin und Kunsthändlerin                                                | 85    |       |
| 17. April | Konrad Wittmann                          | deutscher Architekt, Maler, Autor und Hochschullehrer                                     | 59    |       |
| 18. April | Daisy Bates                              | Protektor der Aborigines in South Australia                                               | 91    |       |
| 18. April | António Óscar de Fragoso Carmona         | Präsident Portugals                                                                       | 81    |       |
| 18. April | Hermann Keßler                           | deutscher Jurist und Politiker                                                            | 84    |       |
| 18. April | Christine Koch                           | deutsche Lyrikerin                                                                        | 81    |       |
| 18. April | Amanda Lindner                           | deutsche Schauspielerin                                                                   | 82    |       |
| 18. April | Tom Nicolson                             | britischer Hammerwerfer und Kugelstoßer                                                   | 71    |       |
| 18. April | Wilhelm Saure                            | deutscher Jurist, SS-Führer                                                               | 51    |       |
| 18. April | Arthur H. Vandenberg                     | US-amerikanischer Politiker                                                               | 67    |       |
| 19. April | Vincent Mangano                          | US-amerikanischer Mafioso                                                                 | 63    |       |
| 20. April | Helene Bechstein                         | deutsche Gönnerin Adolf Hitlers                                                           | 74    |       |
| 20. April | Jules Berry                              | französischer Schauspieler                                                                | 68    |       |
| 20. April | Ivanoe Bonomi                            | italienischer Ministerpräsident                                                           | 77    |       |
| 20. April | Maeda Yūgure                             | japanischer Lyriker                                                                       | 67    |       |
| 20. April | Heinrich Mattar                          | deutscher Architekt                                                                       | 70    |       |
| 20. April | Émile Warré                              | französischer Geistlicher und Imker                                                       | 84    |       |
| 21. April | Olive Fremstad                           | schwedisch-US-amerikanische Opernsängerin                                                 | 80    |       |
| 21. April | Alexander Abramowitsch Krein             | russischer Komponist                                                                      | 67    |       |
| 21. April | Lambertus Johannes Toxopeus              | niederländischer Entomologe und Pflanzensammler                                           | 56    |       |
| 21. April | Joseph Vonderau                          | deutscher Archäologe                                                                      | 88    |       |
| 22. April | Mohammad-Taqi Bahar                      | iranischer Dichter, Politiker, Journalist, Historiker und Hochschullehrer                 | 64    |       |
| 22. April | James Thomas Heflin                      | US-amerikanischer Jurist und Politiker                                                    | 82    |       |
| 22. April | Stanley Ridges                           | britisch-amerikanischer Schauspieler                                                      | 60    |       |
| 23. April | Charles G. Dawes                         | Vizepräsident der USA                                                                     | 85    |       |
| 23. April | Alain Campbell White                     | US-amerikanischer Autor von Schachkompositionen und Botaniker                             | 71    |       |
| 24. April | Alphonse Georges                         | französischer General                                                                     | 75    |       |
| 24. April | Eugen Müller                             | deutscher General in der Wehrmacht                                                        | 59    |       |
| 25. April | Else Bach                                | deutsche Bildhauerin                                                                      | 51    |       |
| 25. April | Jerzy Fitelberg                          | polnischer Komponist                                                                      | 47    |       |
| 25. April | Ernst von Heintze-Weißenrode             | deutscher Diplomat und Hofbeamter                                                         | 88    |       |
| 25. April | Alexander Walkden, 1. Baron Walkden      | britischer Gewerkschafter und Politiker                                                   | 77    |       |
| 26. April | Otto Bäurle                              | deutscher Leichtathlet                                                                    | 64    |       |
| 26. April | John Alden Carpenter                     | US-amerikanischer Komponist                                                               | 75    |       |
| 26. April | St. Clair von Gemmingen-Steinegg         | deutsche Adlige, Schlossherrin auf Steinegg                                               | 88    |       |
| 26. April | Gerda Müller                             | deutsche Schauspielerin                                                                   | 56    |       |
| 26. April | Arnold Sommerfeld                        | deutscher Physiker                                                                        | 82    |       |
| 27. April | Frank Buchanan                           | US-amerikanischer Politiker                                                               | 48    |       |
| 27. April | Hendrikus van Bussel                     | niederländischer Bogenschütze                                                             | 82    |       |
| 27. April | Anton Jaklitsch                          | österreichischer Polizeidirektor und Widerstandskämpfer                                   | 61    |       |
| 27. April | Oscar Van Den Bossche                    | belgischer Ruderer                                                                        | 62    |       |
| 28. April | Herbert Belter                           | deutscher Widerstandskämpfer in der Zeit der DDR                                          | 21    |       |
| 28. April | Gustav Drauz                             | Fabrikant und Gründer der Karosseriewerke Drauz                                           | 78    |       |
| 28. April | Peter Hochkeppler                        | deutscher Politiker                                                                       | 41    |       |
| 28. April | Victor Lindberg                          | neuseeländischer Wasserballspieler                                                        | 75    |       |
| 28. April | Osmar Maderna                            | argentinischer Tangopianist, Bandleader, Komponist und Arrangeur                          | 33    |       |
| 28. April | Maurice Vieux                            | französischer Bratschist, Komponist und Hochschullehrer                                   | 67    |       |
| 29. April | Bruno Günder                             | Regierungspräsident von Unterfranken und Aschaffenburg                                    | 78    |       |
| 29. April | Gerald Logan                             | englischer Hockeyspieler                                                                  | 71    |       |
| 29. April | Ludwig Wittgenstein                      | österreichisch-britischer Philosoph                                                       | 62    |       |
| 30. April | Alfred Baumgarten                        | deutscher Eisenbahnbeamter                                                                | 75    |       |
| 30. April | Fred Gustus Johnson                      | US-amerikanischer Politiker                                                               | 74    |       |
| 30. April | Carmine Mirabelli                        | spiritistisches Medium                                                                    | 62    |       |
| 30. April | Bruno Reiffenstein                       | österreichischer Fotograf und Fotoverleger                                                | 82    |       |
| 30. April | Ludwig Schlüter                          | deutscher Politiker, Bremer Senator (SPD)                                                 | 71    |       |
| 30. April | George Grafton Wilson                    | US-amerikanischer Rechtswissenschaftler                                                   | 88    |       |
|           | Werner Faber                             | deutscher Politiker (NSDAP), Jurist, SA-Führer und Oberbürgermeister Stettins             | 57    |       |
|           | Robert Reitz                             | Schweizer Geiger und Musikpädagoge                                                        | 66    |       |

## Mai
| Tag     | Name                                | Beruf, bekannt als                                                                     | Alter | Beleg |
| ------- | ----------------------------------- | -------------------------------------------------------------------------------------- | ----- | ----- |
| 1. Mai  | Georg Baesecke                      | deutscher Hochschullehrer, germanistischer Mediävist                                   | 75    |       |
| 1. Mai  | José Cavaquinho                     | brasilianischer Cavaquinhospieler Dirigent und Komponist                               | 67    |       |
| 1. Mai  | Nora Cecil                          | US-amerikanische Schauspielerin                                                        | 72    |       |
| 1. Mai  | Anton von Kenner                    | österreichischer Maler                                                                 | 79    |       |
| 1. Mai  | Paul Takashi Nagai                  | japanischer Radiologe und Autor                                                        | 43    |       |
| 2. Mai  | Alphonse de Châteaubriant           | französischer Schriftsteller                                                           | 74    |       |
| 1. Mai  | István Fejes                        | ungarischer Jagdpilot der k.u.k. Luftfahrtruppen im Ersten Weltkrieg                   | 59    |       |
| 2. Mai  | Eugen Imhoff                        | deutscher Verwaltungsjurist                                                            | 74    |       |
| 2. Mai  | Edwin L. Marin                      | US-amerikanischer Filmregisseur                                                        | 52    |       |
| 2. Mai  | Paul Ludwig Stein                   | österreichischer Schauspieler und Filmregisseur                                        | 59    |       |
| 2. Mai  | Henryk Leon Strasburger             | polnischer Politiker und Diplomat                                                      | 73    |       |
| 3. Mai  | Barnet Licht                        | deutscher Dirigent und Chorleiter                                                      | 76    |       |
| 3. Mai  | Homero Manzi                        | argentinischer Komponist und Drehbuchautor                                             | 43    |       |
| 3. Mai  | Elsa Reger                          | Frau und Nachlassbetreuerin von Max Reger                                              | 80    |       |
| 3. Mai  | Edgar Rubin                         | dänischer Psychologe                                                                   | 64    |       |
| 3. Mai  | Karl Schoenfeld                     | preußischer Beamter und Abgeordneter                                                   | 82    |       |
| 3. Mai  | Josef Turk                          | jugoslawischer römisch-katholischer Prälat und Kirchenhistoriker                       | 55    |       |
| 3. Mai  | Leopold Weber                       | österreichischer Landtagsabgeordneter                                                  | 51    |       |
| 4. Mai  | Dezső Lányi                         | ungarischer Bildhauer                                                                  | 72    |       |
| 4. Mai  | Jack Shufflebotham                  | englischer Fußballspieler                                                              | 66    |       |
| 4. Mai  | Harold West                         | US-amerikanischer Jazz-Schlagzeuger                                                    | 35    |       |
| 5. Mai  | Hellmuth Cuno                       | deutscher Architekt und Industrie-Manager                                              | 83    |       |
| 5. Mai  | John Flynn                          | Gründer des weltweit ersten fliegenden medizinischen Dienstes                          | 70    |       |
| 6. Mai  | Raffaele Alberti                    | italienischer Motorradrennfahrer                                                       | 43    |       |
| 6. Mai  | Élie Cartan                         | französischer Mathematiker                                                             | 82    |       |
| 6. Mai  | Henri Carton de Wiart               | belgischer Politiker und Premierminister                                               | 82    |       |
| 6. Mai  | Hans Andrias Djurhuus               | färöischer Dichter                                                                     | 67    |       |
| 6. Mai  | Max Moissejewitsch Gubergriz        | estnisch-russisch-ukrainisch-sowjetischer Internist                                    | 65    |       |
| 6. Mai  | Felix Günther                       | österreichischer Kapellmeister und Komponist                                           | 64    |       |
| 6. Mai  | Kazım Kıvılcım                      | türkischer Brigadegeneral                                                              |       |       |
| 6. Mai  | Guido Leoni                         | italienischer Motorradrennfahrer                                                       | 35    |       |
| 6. Mai  | Karl Rosner                         | österreichischer Schriftsteller                                                        | 78    |       |
| 6. Mai  | Doug Stupart                        | südafrikanischer Leichtathlet                                                          | 69    |       |
| 7. Mai  | Philadelpho Azevedo                 | brasilianischer Richter am Internationalen Gerichtshof                                 | 57    |       |
| 7. Mai  | Warner Baxter                       | US-amerikanischer Schauspieler                                                         | 62    |       |
| 7. Mai  | Johann Döring                       | deutscher Gewerkschaftsfunktionär                                                      | 86    |       |
| 7. Mai  | Ludwig Leschetitzky                 | österreichischer Komponist und Dirigent                                                | 64    |       |
| 7. Mai  | Miguel de Lima Valverde             | brasilianischer römisch-katholischer Erzbischof von Olinda e Recife                    | 78    |       |
| 7. Mai  | Kurtcebe Noyan                      | türkischer General                                                                     |       |       |
| 7. Mai  | Axel W. Persson                     | schwedischer Klassischer Archäologe                                                    | 62    |       |
| 7. Mai  | Harry Stoddard                      | österreichisch-ungarischer Autor, Komponist und Bandleader                             | 58    |       |
| 7. Mai  | Wassili Wassiljewitsch Ulrich       | Vorsitzender des Militärkollegiums des Obersten Gerichts der UdSSR                     | 61    |       |
| 7. Mai  | Paul Wassily                        | deutscher Arzt, Maler und Kunstsammler                                                 | 83    |       |
| 8. Mai  | Gilbert Ames Bliss                  | US-amerikanischer Mathematiker                                                         | 74    |       |
| 8. Mai  | James Inglis                        | britischer Mörder                                                                      |       |       |
| 8. Mai  | John Kee                            | US-amerikanischer Politiker                                                            | 76    |       |
| 8. Mai  | Hans Oser                           | Schweizer Dirigent, Chorleiter und Komponist                                           | 55    |       |
| 8. Mai  | Piero Puricelli                     | italienischer Tiefbauingenieur und Senator                                             | 68    |       |
| 8. Mai  | Erich Reiß                          | deutscher Verleger                                                                     | 64    |       |
| 9. Mai  | Marie Ault                          | britische Schauspielerin                                                               | 80    |       |
| 9. Mai  | Leo Bosschart                       | niederländischer Fußballspieler                                                        | 62    |       |
| 9. Mai  | Heinrich Christoph Duhnsen          | deutscher Schneidermeister und Politiker                                               | 82    |       |
| 9. Mai  | Margarete Eckensberger              | deutsche Schauspielerin                                                                | 51    |       |
| 9. Mai  | Etta Federn-Kohlhaas                | österreichische Schriftstellerin und Übersetzerin                                      | 68    |       |
| 9. Mai  | Ettore Felici                       | italienischer römisch-katholischer Erzbischof und Diplomat des Heiligen Stuhls         | 70    |       |
| 9. Mai  | Walther Lohmeyer                    | deutsch-schweizerischer Verleger                                                       | 61    |       |
| 9. Mai  | Augustin Novák                      | tschechoslowakischer Volkswirtschaftler und Finanzminister                             | 78    |       |
| 9. Mai  | Jakow Georgijewitsch Tschernichow   | russischer Architekt                                                                   | 61    |       |
| 10. Mai | Willi Busch                         | deutscher Schauspieler                                                                 | 58    |       |
| 10. Mai | Leon Campbell                       | US-amerikanischer Astronom                                                             | 70    |       |
| 10. Mai | Nikola Muschanow                    | bulgarischer Politiker und Ministerpräsident                                           | 79    |       |
| 10. Mai | Józef Padewski                      | polnischer Bischof                                                                     | 57    |       |
| 10. Mai | Georg Stang                         | deutscher Gymnasiallehrer und Politiker                                                | 71    |       |
| 10. Mai | George Sutherland                   | kanadischer Hammerwerfer                                                               | 48    |       |
| 10. Mai | Ralph Watling                       | englischer Badmintonspieler                                                            | 78    |       |
| 11. Mai | Wilfrid de Glehn                    | britischer Maler des Impressionismus                                                   | 80    |       |
| 12. Mai | Wassili Michailowitsch Alexejew     | russischer Sinologe                                                                    | 70    |       |
| 12. Mai | Oscar Stanton De Priest             | US-amerikanischer Politiker                                                            | 80    |       |
| 12. Mai | Alfred Janeba                       | deutscher Politiker (Zentrum), MdR                                                     | 82    |       |
| 12. Mai | Carl Kraemer                        | deutscher Tierschützer                                                                 | 77    |       |
| 12. Mai | Josef Michl                         | deutscher Schauspieler und Inspizient                                                  | 58    |       |
| 12. Mai | Hans Preuß                          | deutscher Theologe                                                                     | 74    |       |
| 12. Mai | Karl Spiewok                        | deutscher Politiker (NSDAP), MdR, MdL                                                  | 58    |       |
| 12. Mai | Magdalene Thimme                    | deutsche Pädagogin und aktive Gegnerin des Nationalsozialismus                         | 70    |       |
| 12. Mai | Egon von Waldstätten                | österreichischer Offizier und Militärschriftsteller                                    | 76    |       |
| 13. Mai | Heinrich Günter                     | deutscher Historiker                                                                   | 81    |       |
| 14. Mai | John H. Burke                       | US-amerikanischer Politiker                                                            | 56    |       |
| 14. Mai | Iossif Fjodorowitsch Grigorjew      | russisch-sowjetischer Geologe                                                          | 60    |       |
| 14. Mai | Axel Romdahl                        | schwedischer Kunsthistoriker und Museumsdirektor                                       | 71    |       |
| 14. Mai | Ernst Roth                          | deutscher Politiker                                                                    | 50    |       |
| 15. Mai | Francisco Ramos de Andrade Neves    | brasilianischer Generalmajor                                                           | 76    |       |
| 15. Mai | Heinrich Auer                       | deutscher Bibliothekar                                                                 | 67    |       |
| 15. Mai | Franz Falke                         | Textilunternehmer                                                                      | 66    |       |
| 15. Mai | Richard Ostwald                     | deutscher Politiker (SPD)                                                              | 69    |       |
| 16. Mai | Dobroslav Chrobák                   | slowakischer Schriftsteller                                                            | 44    |       |
| 17. Mai | William Birdwood, 1. Baron Birdwood | britischer Feldmarschall                                                               | 85    |       |
| 17. Mai | James Edwin Cassidy                 | US-amerikanischer Bischof von Fall River                                               | 81    |       |
| 17. Mai | Karl Heinrich David                 | Schweizer Komponist und Musikkritiker                                                  | 66    |       |
| 17. Mai | Benedikt Hirschenauer               | deutscher Politiker                                                                    | 67    |       |
| 17. Mai | Carl Kappus                         | deutscher Sprachwissenschaftler und Gymnasiallehrer                                    | 72    |       |
| 17. Mai | Harry Kerr                          | neuseeländischer Geher                                                                 | 72    |       |
| 17. Mai | Theodor Scherer                     | deutscher Generalleutnant                                                              | 61    |       |
| 17. Mai | S. Sylvan Simon                     | US-amerikanischer Regisseur und Produzent                                              | 41    |       |
| 17. Mai | Teimei                              | Gemahlin des japanischen Taishō Tennō                                                  | 66    |       |
| 18. Mai | Gaspar Agüero y Barreras            | kubanischer Musikforscher, Musikpädagoge und Komponist                                 | 78    |       |
| 18. Mai | Hilaire Hellebaut                   | belgischer Radrennfahrer                                                               | 55    |       |
| 18. Mai | Weldon Heyburn                      | US-amerikanischer Schauspieler                                                         | 47    |       |
| 18. Mai | Frank McGlynn senior                | US-amerikanischer Schauspieler                                                         | 84    |       |
| 18. Mai | Edith Weiss-Mann                    | deutsche Cembalistin, Klavierpädagogin und Musikkritikerin                             | 66    |       |
| 19. Mai | Erich Engels                        | deutscher Täter des Holocaust                                                          | 42    |       |
| 19. Mai | Paul Frank                          | deutscher Architekt und Politiker                                                      | 72    |       |
| 19. Mai | Frederick Maurice                   | britischer General und Militärhistoriker                                               | 80    |       |
| 19. Mai | Philipp Mühlenbein                  | deutscher Regierungspräsident                                                          | 85    |       |
| 19. Mai | David Remez                         | israelischer Politiker                                                                 | 64    |       |
| 20. Mai | Eugène Empeyta                      | Schweizer Fechter                                                                      | 58    |       |
| 20. Mai | Anton Gentil                        | deutscher Fabrikant und Kunstsammler                                                   | 83    |       |
| 20. Mai | August Oetken                       | deutscher Maler des Historismus und Mosaikkünstler                                     | 83    |       |
| 21. Mai | Claus Peter Boyens                  | deutscher Politiker (CDU), MdL                                                         | 70    |       |
| 21. Mai | Josef Ortner                        | preußischer Landrat                                                                    | 60    |       |
| 21. Mai | Charles F. Ramsey                   | US-amerikanischer Maler                                                                | 75    |       |
| 22. Mai | Roland Jacobi                       | ungarischer Tischtennisspieler                                                         | 58    |       |
| 22. Mai | Josef Jandrasits                    | österreichisches Mitglied des Bundesrates                                              | 52    |       |
| 22. Mai | Axel Nielsen                        | dänischer Nationalökonom                                                               | 70    |       |
| 22. Mai | Nikolaus Revertera-Salandra         | österreichisch-ungarischer Diplomat                                                    | 85    |       |
| 23. Mai | Antonio Gandusio                    | italienischer Schauspieler                                                             | 75    |       |
| 23. Mai | Emil Kapaun                         | US-amerikanischer Militärgeistlicher                                                   | 35    |       |
| 23. Mai | Sefako Makgatho                     | südafrikanischer Politiker, Journalist und Lehrer                                      |       |       |
| 23. Mai | Conrad von Mandach                  | Schweizer Kunsthistoriker                                                              | 81    |       |
| 23. Mai | Nikolaus Pfaff                      | deutscher Lehrer und Politiker (KPD), MdR                                              | 59    |       |
| 24. Mai | Adalberto Accioli Sobral            | brasilianischer Erzbischof von São Luís do Maranhão                                    | 63    |       |
| 24. Mai | Judith Andrée-Hanslik               | österreichische Klassische Philologin und Gymnasiallehrerin                            | 44    |       |
| 25. Mai | Paul Bergmann                       | deutscher Politiker (SPD, USPD), MdHB, MdR                                             | 69    |       |
| 25. Mai | Friedrich von Esebeck               | deutscher General der Infanterie                                                       | 80    |       |
| 25. Mai | René Gagnier                        | kanadischer Komponist, Violinist und Euphoniumspieler                                  | 58    |       |
| 25. Mai | Nigel de Grey                       | britischer Kryptologe                                                                  | 65    |       |
| 25. Mai | Franz Klebusch                      | deutscher Schauspieler                                                                 | 64    |       |
| 25. Mai | Paula Preradović                    | österreichische Schriftstellerin                                                       | 63    |       |
| 25. Mai | Emilio Sagi Liñán                   | spanischer Fußballspieler                                                              | 51    |       |
| 25. Mai | Anton Seitz                         | deutscher katholischer Theologe                                                        | 81    |       |
| 25. Mai | Paul Weigel                         | deutschamerikanischer Schauspieler                                                     | 84    |       |
| 26. Mai | Agnes Cleve-Jonand                  | schwedische Künstlerin                                                                 | 74    |       |
| 26. Mai | Willi Cuno                          | deutscher Verwaltungsbeamter und Oberbürgermeister von Hagen                           | 90    |       |
| 26. Mai | Lincoln Ellsworth                   | US-amerikanischer Polarforscher                                                        | 71    |       |
| 26. Mai | Viktor Emmerig                      | deutscher Heimatforscher                                                               | 67    |       |
| 26. Mai | Poul Nørlund                        | dänischer Historiker, Kultur- und Kunsthistoriker sowie Mittelalterarchäologe          | 62    |       |
| 26. Mai | Kurt Pfister                        | deutscher Schriftsteller, Ministerialbeamter, Kunsthistoriker und Musikwissenschaftler | 55    |       |
| 27. Mai | Thomas Blamey                       | australischer General                                                                  | 67    |       |
| 27. Mai | Elvira Clemens                      | österreichische Theaterschauspielerin                                                  | 72    |       |
| 27. Mai | Peter Wladimir von Glasenapp        | russischer Kommandeur der Kaiserlich-Russischen und der Nordwest-Armeen                | 69    |       |
| 27. Mai | Adolf Mahr                          | österreichischer Archäologe                                                            | 64    |       |
| 27. Mai | Max Rauther                         | deutscher Zoologe                                                                      | 71    |       |
| 27. Mai | Max Wallner                         | deutscher Librettist, Liedtexter, Komponist und Drehbuchautor                          | 59    |       |
| 29. Mai | Michail Markowitsch Borodin         | russischer Revolutionär und Agent der Komintern                                        | 66    |       |
| 29. Mai | Fanny Brice                         | US-amerikanische Komikerin, Theater- und Filmschauspielerin                            | 59    |       |
| 29. Mai | Josef Bohuslav Foerster             | tschechischer Komponist                                                                | 91    |       |
| 29. Mai | Friedrich Henke                     | deutscher Tabakarbeiter und Politiker                                                  | 73    |       |
| 29. Mai | Robert Kahn                         | deutscher Komponist und Musikpädagoge                                                  | 85    |       |
| 29. Mai | Géza Maróczy                        | ungarischer Schachmeister                                                              | 81    |       |
| 29. Mai | Paul Roloff                         | deutscher Maler                                                                        | 74    |       |
| 30. Mai | Wichard von Bredow                  | deutscher Verwaltungsbeamter und Kommunalpolitiker                                     | 63    |       |
| 30. Mai | Hermann Broch                       | österreichischer Schriftsteller                                                        | 64    |       |
| 30. Mai | Karl Hoopts                         | deutscher Politiker (SPD), MdL                                                         | 78    |       |
| 30. Mai | Dimitrios Levidis                   | griechischer Komponist                                                                 | 65    |       |
| 30. Mai | Stepan Njaga                        | moldauischer Komponist                                                                 | 50    |       |
| 30. Mai | Iwan Wassiljewitsch Nowopokrowski   | russisch-sowjetischer Botaniker                                                        | 70    |       |
| 30. Mai | Reginald Tyrwhitt                   | britischer Admiral                                                                     | 81    |       |
| 30. Mai | Nathanael Wollenweber               | deutscher Arzt                                                                         | 76    |       |
| 31. Mai | Georges Chenet                      | französischer Provinzialrömischer Archäologe                                           | 69    |       |
| 31. Mai | Denis Joseph Dougherty              | US-amerikanischer Kardinal, Erzbischof von Philadelphia                                | 85    |       |
| 31. Mai | Karl Saldow                         | deutscher Radrennfahrer                                                                | 61    |       |
| 31. Mai | Fritz Traugott Schulz               | deutscher Kunsthistoriker                                                              | 75    |       |
| Mai     | Karl Helbig                         | deutscher Maler und Bildhauer                                                          | 53    |       |

## Juni
| Tag      | Name                               | Beruf, bekannt als                                                                      | Alter | Beleg |
| -------- | ---------------------------------- | --------------------------------------------------------------------------------------- | ----- | ----- |
| 1. Juni  | Rafael Altamira                    | spanischer Jurist und Historiker sowie Richter am Ständigen Internationalen Gerichtshof | 85    |       |
| 1. Juni  | George A. Bartlett                 | US-amerikanischer Politiker                                                             | 81    |       |
| 1. Juni  | John Erskine                       | US-amerikanischer Schriftsteller und Pianist                                            | 71    |       |
| 01. Juni | Queenie Judd                       | britische Turnerin                                                                      | 64    |       |
| 1. Juni  | Paul Koschaker                     | österreichischer Rechtshistoriker                                                       | 72    |       |
| 2. Juni  | Émile Chartier                     | französischer Philosoph, Schriftsteller und Journalist                                  | 83    |       |
| 2. Juni  | Bálint Hóman                       | ungarischer Historiker und Politiker                                                    | 65    |       |
| 2. Juni  | Ernst Pittschau                    | deutscher Schauspieler                                                                  | 67    |       |
| 2. Juni  | Wally Schauseil                    | deutsche Konzertsängerin                                                                | 91    |       |
| 3. Juni  | Gerald Murray                      | kanadischer römisch-katholischer Koadjutorerzbischof von Winnipeg                       | 65    |       |
| 4. Juni  | Anna von Borries                   | Namensgeberin des Annastiftes in Hannover                                               | 97    |       |
| 4. Juni  | Louis de Brouckère                 | belgischer Politiker                                                                    | 81    |       |
| 4. Juni  | Sergei Alexandrowitsch Kussewizki  | russisch-US-amerikanischer Dirigent und Kontrabassist                                   | 76    |       |
| 4. Juni  | Sándor Szűcs                       | ungarischer Fußballspieler                                                              | 29    |       |
| 4. Juni  | Lauritz Wigand-Larsen              | norwegischer Turner                                                                     | 55    |       |
| 5. Juni  | Kurt Bimler                        | deutscher Kunsthistoriker und Bildhauer                                                 | 67    |       |
| 5. Juni  | Otto Eichert                       | deutscher Architekt                                                                     | 61    |       |
| 5. Juni  | Linda Kearns-MacWhinney            | irische Freiheitskämpferin                                                              | 62    |       |
| 6. Juni  | Joseph Bauer                       | Stadtdekan von Mannheim                                                                 | 86    |       |
| 6. Juni  | Tomas Confesor                     | philippinischer Politiker                                                               | 60    |       |
| 6. Juni  | Lionel Tennyson, 3. Baron Tennyson | Kapitän der englischen Cricket-Nationalmannschaft                                       | 61    |       |
| 7. Juni  | Paul Blobel                        | deutscher SS-Offizier und Einsatzgruppenkommandeur                                      | 56    |       |
| 7. Juni  | Werner Braune                      | deutscher SS-Standartenführer, Chef der Gestapo in Wesermünde                           | 42    |       |
| 7. Juni  | Herbert Nadler                     | ungarischer Jagdschriftsteller, Zoodirektor, Fotograf, Jäger und Zoologe                | 68    |       |
| 7. Juni  | Erich Naumann                      | deutscher Nationalsozialist und Chef der Einsatzgruppe B                                | 46    |       |
| 7. Juni  | Otto Ohlendorf                     | deutscher SS-General, Amtschef im Reichssicherheitshauptamt (RSHA)                      | 44    |       |
| 7. Juni  | Oswald Pohl                        | deutscher Politiker, SS-Obergruppenführer und Kriegsverbrecher                          | 58    |       |
| 7. Juni  | Hans Ringsdorff                    | deutscher Unternehmer                                                                   | 63    |       |
| 7. Juni  | Georg Schallermair                 | deutscher KZ-Aufseher                                                                   | 56    |       |
| 7. Juni  | Hans-Theodor Schmidt               | Adjutant des Lagerkommandanten des KZ Buchenwald                                        | 51    |       |
| 7. Juni  | Pixley ka Isaka Seme               | südafrikanischer Politiker und Rechtsanwalt                                             | 69    |       |
| 7. Juni  | Karl Viëtor                        | deutscher Germanist                                                                     | 58    |       |
| 7. Juni  | W. O. Woods                        | US-amerikanischer Regierungsbeamter                                                     | 77    |       |
| 8. Juni  | Eugène Fiset                       | kanadischer Politiker, Vizegouverneur von Québec                                        | 77    |       |
| 8. Juni  | Herman Hupfeld                     | US-amerikanischer Songwriter                                                            | 57    |       |
| 8. Juni  | Hilmar Scherf                      | Landtagsabgeordneter Freistaat Sachsen-Meiningen                                        | 89    |       |
| 9. Juni  | Klemens Flossmann                  | österreichischer Architekt                                                              | 58    |       |
| 9. Juni  | Carl Fuchs                         | englischer Cellist deutscher Herkunft                                                   | 86    |       |
| 9. Juni  | Otto Jessen                        | deutscher Geograph                                                                      | 60    |       |
| 9. Juni  | Mayo Methot                        | US-amerikanische Schauspielerin                                                         | 47    |       |
| 9. Juni  | Hans Adolf Wislicenus              | deutscher Chemiker                                                                      | 84    |       |
| 10. Juni | Fritz Bräuning                     | deutscher Architekt und Stadtplaner                                                     | 72    |       |
| 10. Juni | George Gavan Duffy                 | irischer Politiker, Minister                                                            | 68    |       |
| 10. Juni | Jean-Jacques Waltz                 | elsässischer Grafiker, Zeichner und Heimatforscher                                      | 78    |       |
| 10. Juni | Moritz Weber                       | deutscher Ingenieur und Hochschullehrer                                                 | 79    |       |
| 11. Juni | John Robertson Duigan              | australischer Luftfahrtpionier, Elektroingenieur                                        | 69    |       |
| 12. Juni | Anna Feldhusen                     | deutsche Malerin und Radiererin                                                         | 83    |       |
| 12. Juni | Otto Mentz                         | deutscher Politiker                                                                     | 65    |       |
| 12. Juni | Friedrich Möller                   | deutscher Bauunternehmer und Politiker                                                  | 62    |       |
| 12. Juni | August Sonnenschein                | deutscher Politiker                                                                     | 75    |       |
| 12. Juni | Marcel Tournier                    | französischer Harfenist und Komponist                                                   | 72    |       |
| 13. Juni | Maurice Benoist                    | französischer Automobilrennfahrer                                                       | 58    |       |
| 13. Juni | Ben Chifley                        | australischer Politiker und Premierminister                                             | 65    |       |
| 13. Juni | Walther Neumann                    | deutscher Historiker und Gymnasiallehrer                                                | 62    |       |
| 14. Juni | Hans Heinrich Ehrler               | deutscher Schriftsteller, Lyriker und Redakteur                                         | 78    |       |
| 14. Juni | Richard Fleischhut                 | deutscher Fotograf                                                                      | 69    |       |
| 14. Juni | Heinrich Hackenberg                | österreichischer Abgeordneter zum Nationalrat                                           | 52    |       |
| 14. Juni | Gordon Hodgson                     | englischer Fußballspieler                                                               | 47    |       |
| 14. Juni | Paul Lange                         | deutscher Politiker und Gewerkschafter                                                  | 71    |       |
| 15. Juni | Remigio Acevedo Raposo             | chilenischer Komponist                                                                  | 54    |       |
| 15. Juni | Roger Dumas                        | französischer Komponist                                                                 | 53    |       |
| 15. Juni | Josef Ferber                       | deutscher Architekt                                                                     | 76    |       |
| 15. Juni | Otto Kammerer                      | deutscher Maschinenbauer, Hochschullehrer und Rektor                                    | 86    |       |
| 15. Juni | Tilemachos Karakalos               | griechischer Fechter                                                                    |       |       |
| 15. Juni | Peter Lafite                       | Gründer der „Österreichischen Musikzeitschrift“                                         | 42    |       |
| 15. Juni | Adrienne Osborne                   | US-amerikanisch-österreichische Opernsängerin                                           |       |       |
| 15. Juni | John Michael Uhrich                | Vizegouverneur von Saskatchewan                                                         | 74    |       |
| 16. Juni | Karl Alt                           | deutscher Theologe und Autor                                                            | 53    |       |
| 16. Juni | Otto Büchting                      | liberaler deutscher Kommunal- und Landespolitiker                                       | 83    |       |
| 16. Juni | Thomas Alan Goldsborough           | US-amerikanischer Jurist und Politiker                                                  | 73    |       |
| 16. Juni | Robert von Hippel                  | deutscher Jurist                                                                        | 84    |       |
| 16. Juni | Josef Kollmann                     | österreichischer Kaufmann und Abgeordneter zum Nationalrat                              | 82    |       |
| 17. Juni | César Barja                        | US-amerikanischer Romanist und Hispanist spanischer Herkunft                            | 60    |       |
| 17. Juni | Mario Camposeco                    | guatemaltekischer Fußballspieler                                                        | 29    |       |
| 17. Juni | Adolf Platzgummer                  | Landtagspräsident in Tirol                                                              | 57    |       |
| 17. Juni | Robert Emmett Tansey               | US-amerikanischer Filmschauspieler, Filmregisseur und Produzent                         | 53    |       |
| 17. Juni | Carl Vogler                        | Schweizer Musiker und Kulturfunktionär                                                  | 77    |       |
| 18. Juni | George Russell Clerk               | britischer Botschafter                                                                  | 76    |       |
| 18. Juni | Jean Majola                        | französischer Unternehmer und Autorennfahrer                                            | 81    |       |
| 19. Juni | Arturo Ramón Ávila                 | salvadorianischer Diplomat                                                              | 65    |       |
| 19. Juni | Albert Bertelin                    | französischer Komponist                                                                 | 78    |       |
| 19. Juni | József Egry                        | ungarischer Maler                                                                       | 68    |       |
| 19. Juni | Joseph Hecht                       | polnischer Maler und Grafiker                                                           | 59    |       |
| 19. Juni | Johann Matthias Peskoller          | Südtiroler Maler und Restaurator                                                        | 78    |       |
| 19. Juni | Angelos Sikelianos                 | griechischer Dichter                                                                    | 67    |       |
| 20. Juni | François Georges-Picot             | französischer Generalkonsul in Beirut                                                   | 80    |       |
| 20. Juni | Iwan Tichonowitsch Grischin        | sowjetischer Generaloberst                                                              | 49    |       |
| 20. Juni | Heinrich Mohr                      | deutscher katholischer Geistlicher und Schriftsteller                                   | 76    |       |
| 21. Juni | Charles Dillon Perrine             | US-amerikanisch-argentinischer Astronom                                                 | 83    |       |
| 21. Juni | Gustave Sandras                    | französischer Turner                                                                    | 79    |       |
| 22. Juni | Theodor Gabriel                    | Schweizer Politiker                                                                     | 76    |       |
| 22. Juni | Kim Myŏng-sun                      | südkoreanische Schriftstellerin und Lyrikerin                                           | 55    |       |
| 22. Juni | Edward Schoeneck                   | US-amerikanischer Rechtsanwalt und Politiker                                            | 75    |       |
| 23. Juni | Carl Giannoni                      | österreichischer Historiker und Denkmalschützer                                         | 83    |       |
| 23. Juni | Victor Johnson                     | britischer Bahnradrennfahrer und Olympiasieger                                          | 68    |       |
| 23. Juni | Armin Knab                         | deutscher Komponist                                                                     | 70    |       |
| 23. Juni | Nikolai Grigorjewitsch Sergejew    | russischer Balletttänzer                                                                | 74    |       |
| 23. Juni | Heinrich Siber                     | deutscher Rechtswissenschaftler                                                         | 81    |       |
| 23. Juni | Antonio Sureda                     | argentinischer Bandoneonist und Tangokomponist                                          | 46    |       |
| 24. Juni | Walter Poppe                       | deutscher Fußballspieler                                                                | 65    |       |
| 24. Juni | Orien Vernon                       | US-amerikanischer Tennisspieler                                                         | 76    |       |
| 25. Juni | Maja Einstein                      | deutsche Romanistin, Schwester von Albert Einstein                                      | 69    |       |
| 25. Juni | Nils Rosén                         | schwedischer Fußballnationalspieler                                                     | 49    |       |
| 26. Juni | Bessie Callender                   | amerikanische Bildhauerin                                                               | 61    |       |
| 26. Juni | Peter Cheyney                      | britischer Krimi-Schriftsteller                                                         | 55    |       |
| 26. Juni | Frank Ferera                       | hawaiischer Musiker                                                                     | 66    |       |
| 26. Juni | Carl Anton Wilhelm Hirschmann      | niederländischer Bankier und Fußballfunktionär                                          |       |       |
| 26. Juni | Georges Sérès sr.                  | französischer Radrennfahrer                                                             | 64    |       |
| 26. Juni | George Udny Yule                   | schottischer Statistiker                                                                | 80    |       |
| 27. Juni | Andreas Fass                       | österreichischer Politiker, Landtagsabgeordneter                                        | 62    |       |
| 27. Juni | Carl Günther                       | österreichischer Schauspieler                                                           | 65    |       |
| 27. Juni | Otto Lehmann                       | deutscher Museumsdirektor                                                               | 85    |       |
| 27. Juni | Georg Lill                         | deutscher Kunsthistoriker, Denkmalpfleger und Fachautor                                 | 67    |       |
| 27. Juni | John Martin                        | britischer Sportschütze                                                                 | 83    |       |
| 27. Juni | Luigi Rizzo                        | italienischer Marineoffizier                                                            | 63    |       |
| 28. Juni | Agostino Bernasconi                | Schweizer Politiker (CVP)                                                               | 36    |       |
| 28. Juni | Fumiko Hayashi                     | japanische Schriftstellerin der Taishô- und frühen Shôwa-Zeit                           | 47    |       |
| 28. Juni | Grace Hall Hemingway               | US-amerikanische Opernsängerin und Malerin                                              | 79    |       |
| 28. Juni | José de Jesús Manríquez y Zárate   | mexikanischer Geistlicher, Bischof von Huejutla                                         | 66    |       |
| 28. Juni | Maria Pia Mastena                  | italienische Ordensschwester, Selige                                                    | 69    |       |
| 29. Juni | Serse Coppi                        | italienischer Radrennfahrer                                                             | 28    |       |
| 29. Juni | Hermann Focke                      | deutscher Landwirt und Politiker                                                        | 86    |       |
| 29. Juni | John Olliff                        | englischer Tennisspieler und Sportjournalist                                            | 42    |       |
| 29. Juni | Reginald Fairfax Wells             | britischer Bildhauer, Keramiker, Flugzeugkonstrukteur, Architekt und Designer           |       |       |
| 29. Juni | František Weyr                     | tschechoslowakischer Soziologe, Philosoph, Jurist                                       | 72    |       |
| 30. Juni | Fritz Emde                         | deutscher Elektrotechniker                                                              | 77    |       |
| 30. Juni | Hans von Greiffenberg              | deutscher Offizier, zuletzt General der Infanterie im Zweiten Weltkrieg                 | 57    |       |
| 30. Juni | Yrjö Saarela                       | finnischer Ringer                                                                       | 66    |       |
| 30. Juni | Percy Hamilton Stewart             | US-amerikanischer Politiker                                                             | 84    |       |